# Ragusano
El ragusano és un formatge de pasta filata fet a base de llet de vaca i símbol de la indústria làctia de Sicília. Se li va donar forma de pesa pensant a facilitar el transport a mula des de les muntanyes als pobles: d'aquí ve el nom quattrofacce (quatre cares).
La pasta groga presenta petits ulls i un sabor que és agredolç, salat, acre i astringent, amb matisos vegetals i animals. Se sol menjar marinat en oli d'oliva i all i, després, amanit amb vinagre i orenga.